# Argon
Argon is een scheikundig element met symbool Ar en atoomnummer 18. Het is een kleurloos edelgas.

## Geschiedenis
In 1785 veronderstelde de Britse wetenschapper Henry Cavendish dat argon in de lucht voor zou moeten komen maar kon dat niet aantonen. Pas in 1894 konden Lord Rayleigh en William Ramsay aantonen dat argon daadwerkelijk in de lucht voorkwam. Door middel van een experiment (zuivere lucht werd ontdaan van andere stoffen, zoals zuurstof, koolstofdioxide, water en stikstofgas) konden zij het bestaan van deze stof aantonen. De naam komt van het Oudgriekse ἀργος dat te vertalen is als "lui" of "niet actief". Hierbij werd verwezen naar de inerte eigenschappen van dit element.
Tot 1957 werd argon simpelweg aangeduid met het symbool A. Hierna werd besloten door de IUPAC om het symbool te wijzigen naar Ar, om het in overeenstemming te brengen met de andere edelgassen.

## Verschijning
De aardatmosfeer bestaat voor 0,94% uit argon. Op de planeet Mars is die concentratie hoger, namelijk 1,6%. Argon wordt verkregen als bijproduct tijdens vloeibaar maken van lucht en is op commerciële schaal verkrijgbaar in hogedrukcilinders of in bulkgoed. In dit laatste geval gaat het om grote tanks op industriële complexen die met tankwagens bij worden gevuld.

## Toepassingen
Argon wordt geproduceerd als industrieel gas. De bekendste toepassing ervan is als vulmiddel van gloeilampen omdat argon het doorbranden van de gloeidraad voorkomt, zelfs bij hoge temperaturen. Verder wordt argon gebruikt op plaatsen waar het semi-inerte stikstofgas niet toereikend is (argon is duurder dan stikstof). Andere toepassingen van argon zijn:
- Als inerte atmosfeer voor het laten groeien van silicium- en germaniumkristallen.
- Vanwege de goede oplosbaarheid in water wordt de isotoop 39Ar soms gebruikt om de ouderdom van grondwater te bepalen (methode is vergelijkbaar met koolstof-14 datering).
- Omdat het niet oplost in vloeibaar staal wordt argon gebruikt voor het homogeniseren van staal tijdens de staalbereiding en panbehandeling.
- Het excimeer Ar2*  wordt toegepast in lasers.
- De goede isolerende eigenschappen van argon maken het een uiterst geschikt gas voor het opblazen van het droogpak van technische duikers. Het is daarmee een goed alternatief voor stikstof- of heliumhoudende ademgassen.
- Door de goede isolerende eigenschappen wordt argon verwerkt in dubbel glas: in de laag tussen de twee glaslagen.
- Als blusmiddel, Argonite of Inergen, in ruimtes waar niet met water of schuim kan worden geblust (blusgasinstallatie).
- Als beschermgas bij het MIG- en TIG-lassen.
- Argon licht, net als neon, op als het wordt toegepast in een neonlamp. Het verschil zit in de kleur van het licht: Neon licht oranjerood op, argon blauw.
- Als koelelement in zoekkoppen voor infraroodzoekende luchtdoelraketten (FIM-92 Stinger)
- Bij IR-spectroscopische analyse van gasvormige stoffen, omdat argon geen absorbantie vertoont in het infraroodgebied.
- Door toepassing van zogenaamde 'argon-plasma coagulatie' worden bijvoorbeeld lichte bloedingen in het maag-darmkanaal gedicht, tijdens endoscopie.

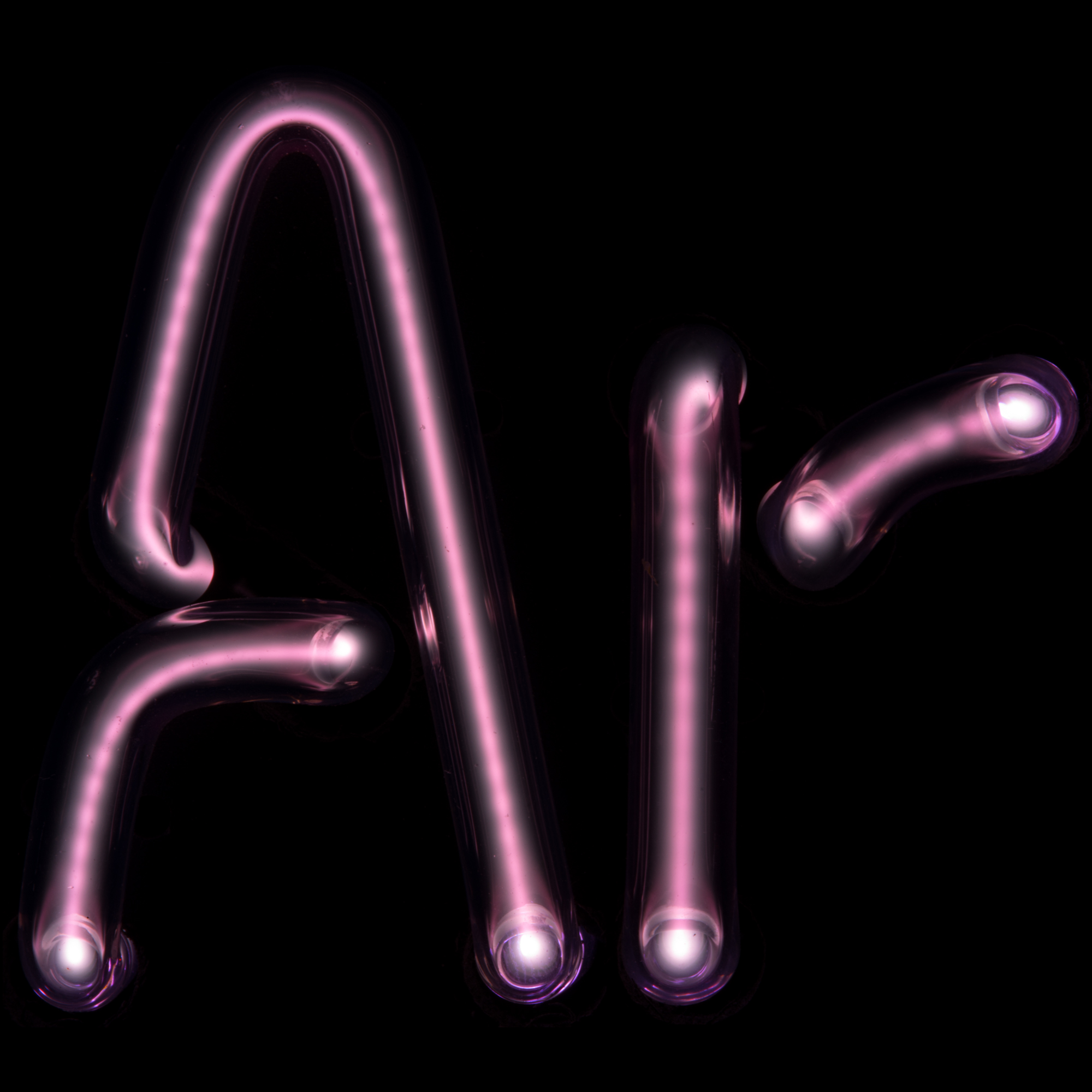
Een argonlamp (bevat kwik)

- Argon kan net als xenon en krypton als stuwstof voor een ionenmotor worden gebruikt. SpaceX’ tweede generatie Starlink-satellieten gebruiken argon bij hun voortstuwing.

## Opmerkelijke eigenschappen
Argon lost net zo goed op in water als zuurstofgas en bijna 2,5 keer beter dan stikstofgas. Net als de andere edelgassen is argon kleurloos en geurloos in zowel gas- als in vloeibare (bij extreem lage temperaturen) fase. Tot op heden zijn er geen argonverbindingen bekend. In het verleden is er weleens melding gemaakt van een verbinding met fluor, maar dat is nog nooit bevestigd. Een ander edelgas, xenon, kan wel fluorverbindingen vormen.

## Isotopen
| Stabielste isotopen | Stabielste isotopen | Stabielste isotopen      | Stabielste isotopen      | Stabielste isotopen      | Stabielste isotopen      |
| Iso                 | RA (%)              | Halveringstijd           | VV                       | VE (MeV)                 | VP                       |
| ------------------- | ------------------- | ------------------------ | ------------------------ | ------------------------ | ------------------------ |
| 36Ar                | 0,3365              | stabiel met 18 neutronen | stabiel met 18 neutronen | stabiel met 18 neutronen | stabiel met 18 neutronen |
| 38Ar                | 0,0632              | stabiel met 20 neutronen | stabiel met 20 neutronen | stabiel met 20 neutronen | stabiel met 20 neutronen |
| 39Ar                | syn                 | 269 j                    | β−                       | 3,442                    | 39K                      |
| 40Ar                | 99,6003             | stabiel met 22 neutronen | stabiel met 22 neutronen | stabiel met 22 neutronen | stabiel met 22 neutronen |
| 42Ar                | syn                 | 32,9 j                   | β−                       | 9,430                    | 42K                      |

Op aarde komt argon voor als 36Ar, 38Ar en 40Ar, waarvan de laatste het meest voorkomt (> 99%). 40Ar ontstaat uit elektronenvangst van 40K dat een extreem lange halveringstijd heeft.

## Toxicologie en veiligheid
Argon is niet brandbaar, explosief of giftig. Grote hoeveelheden van het gas kunnen verstikking veroorzaken doordat het de zuurstof verdringt (het heeft een grotere dichtheid). Argon wordt verhandeld in (donkergroene) cilinders die onder hoge druk staan. Bij een te snelle ontsnapping van het gas kunnen brandwonden op de huid of op de ademhalingswegen ontstaan door bevriezing (adiabatische expansie).